# Aglípay
Aglípay (en ilocano: Aglipay), es un municipio filipino de tercera categoría perteneciente a la provincia de Quirino en la Región Administrativa de Valle del Cagayán, también denominada Región II. La cabecera municipal se encuentra en el Barangay de San Leonardo.

## Geografía
Tiene una extensión superficial de 161.70 km² y según el censo del 2007, contaba con una población de 25 069 habitantes y 4450 hogares; 26 187 habitantes el día primero de mayo de 2010

### Barangayes
Aglípay se divide administrativamente en 25 barangayes o barrios, 24 de carácter rural y solamente uno de carácter urbano, San Leonardo de Cabarroguis, que cuenta con 1937 habitantes:
| - Dagupan - Dumabel - Dungo (Osmeña) - Guinalbin - Ligaya - Palacian - Pinaripad Sur - Progreso (Población) | - Ramos - Rang-ayan - San Antonio - San Francisco - San Leonardo de Cabarroguis - San Ramón - Victoria - Villa Pagaduan | - Villa Santiago - Alicia - Cabugao - Diodol - Nagabgaban - Pinaripad Norte - San Benigno - San Manuel - Villa Ventura |

## Historia

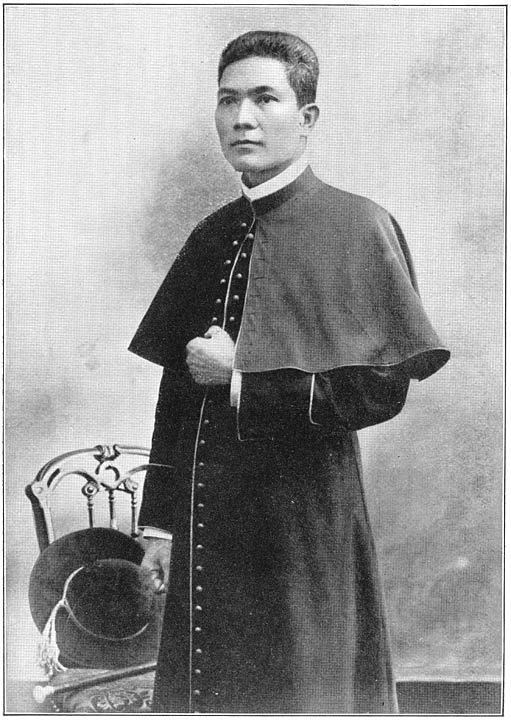
Gregorio Aglipay y Labayán

El municipio de Aglípay, creado el 11 de noviembre de 1950, fue así nombrado en honor de Gregorio Aglipay, el jefe de la única secta religiosa existente en la comunidad en ese momento. La Iglesia Independiente Filipina, conocida más adelante como la iglesia aglipayano, se creó en 1902.
Se convirtió en uno de los diez municipios de la provincia de Nueva Vizcaya con una superficie aproximada de cuarenta y una mil ciento veintiséis (41 126) hectáreas, dividido en sólo seis barangays.
La primera sede municipal estaba en Barangay Guinalbin, siendo Gregorio Divina su primer alcalde.
El 18 de junio de 1969 se crea la subprovincia de Quirino, formada por los municipios de Aglípay, Diffun, Maddela y Saguday.
Esta ley fue enmendada, creando el municipio de Cabarroguis que se convierte en la capital de la subprovincia.
Con la creación de la provincia de Quirino Aglípay se convirtió en uno de los cinco municipios de la provincia. El municipio de Nagtipunan fue creado posteriormente.
El primer Alcalde de Aglípay fue Flaviano Fontanilla que transfirió la sede del gobierno del barangay de Guinalbin al de Pinaripad. Gregorio Divina trasladó la sede del gobierno al barangay Progreso.

## Fiestas locales
- El festival Panagsalukag se celebra todos los años entre los días 27 y 28 del mes de julio.
- En Cabarroguis se celebra el festival Ginnamuluan todos los años entre los días 19 y 21 del mes de junio.
- Fiesta patronal en honor de Nuestra Señora de Lourdes el día 10 de octubre.

## Política
Su Alcalde (Mayor) es Jerry T. Agsalda.